# Luca Tesconi
Luca Tesconi (ur. 3 stycznia 1982 w Pietrasanta) – włoski strzelec sportowy specjalizujący się w konkurencji pistoletu pneumatycznego 10 m, wicemistrz olimpijski. 
W 2012 roku, w Londynie zdobył srebrny medal igrzysk olimpijskich w konkurencji pistoletu pneumatycznego.